# Авет
Авет је биће из митологије Јужних Словена. Вјеровање о постојању овог митолошког бића је раширено међу становницима у Србији (Шумадија, западна Србија и Војводина), у Црној Гори, у Босни и Херцеговини, у Хрватској (у околини Дубровникa) и у Македонији.

## Етимологија назива
Постоје различита тумачења назива авет. Постоје претпоставке да овај назив потиче од арапске ријечи хајалет (арап. тр. hayalet) што значи привиђење, или турске ријечи афет (тур. afet) што значи несрећа или чудо. Међутим, неке паралеле указују на могућност извођења назива из словенске основе са значењем „видети“, што би био синоним распрострањеним називима привиђење и приказа. У староруском и праславенском језику се појављује израз авити што значи јавити/јавити се или показати/показати се.
У неким крајевима се могу пронаћи и други називи за авет, као што су: аветиња, аветот (у македонском језику), авијес (код Ускока) и хаветиња. Назив авет среће се у устаљеним погрдним изразима, клетвама или у поређењима.

## Опис авети у митологији и народним предањима
У митологији и народним предањима постоји неколико различити описа авети који варирају од краја до краја:
- У Гружи се сматрало да је авет дух који се појављује ноћу у облику старца са дугом бјелом брадом и буљавим очима из којих сјевају варнице[1][2];
- У Македонији се сматрало да је авет душа грешног човјека који је пред смрт дуго боловао и тешко умро, као и душа самоубице која не може да оде на небо. Она се појављује ноћу у облику човјека са ружним и испијеним лицем који је огрнут бјелим чаршафом, или у облику црног слепог миша[1][2].

Заједничко за све описе авети је то да се ради о ноћном страшилу, прикази која својом појавом изазива страх код људи. За авети се често спомиње да бораве у напуштеним кућама и рушевинама (одатле и народни израз за ова мјеста - аветиње) гдје даве своје жртве. Најчешће их се може срести у периоду тзв. "некрштених дана" (тј. у дане од православног Божића до Богојављења) кад су најопасније по људе. Ради заштите од авети људи су често користили бели лук, који су носили у џепу, да би их авети заобилазиле.
Према записима с почетка 20. вјека у околини Крагујевца жене су имале обичај да увече везују своје чарапе које изују, као и сукње, како их авети не би ноћу узимале и облачиле, а у околини Сарајева су се штитили тако што су у сандук стављали тисовину. Ово народно вјеровање је слично народним вјеровању Хрвата из Западне Херцеговине који су сматрали да виле узимају ноћу женама сукње из сандука, носе их и поново остављају на истом мјесту без знакова да су их носиле.